# 林德霍尔茨
林德霍尔茨是德国梅克伦堡-前波莫瑞州的一个市镇。总面积39.92平方公里，总人口674人，其中男性336人，女性338人（2011年12月31日），人口密度17人/平方公里。